# Ибанаги
Ибанаги  — народ на Филиппинах.
Самоназвание — «речные люди».
Численность около 400 тыс. чел. (данные на 1970 год)

## Язык
Говорят на языке ибанаг западно-австронезийской группы австронезийской семьи. Диалекты: собственно ибанаг, западный агта, итауэс.

## Религия
В массе своей — католики, сохраняющие пережитки традиционных верований.

## Место обитания
Север острова Лусон. Расселились с территории среднего течения реки Кагаян. Испытали влияние илоков и других равнинных народов Лусона.

## Семья
Брак билокальный или неолокальный (см. Локальность). Была известна полигиния.

## Национальная одежда
Мужчины и женщины носили длинные волосы, амулеты, украшения.

## Духовная культура
Сохраняются традиционные мифы, праздники, обычаи, фольклор. Испытывают сильное культурное влияние соседних с ними илоков.

## Хозяйство
Основное занятие — ирригационное земледелие (рис, абака, сладкий картофель камотес, овощи), табаководство. Развиты ремёсла — ткацкое, гончарное, плетение. Материальная культура общефилиппинская.